# Aire (Aisne)
Die Aire [ɛʁ] ist ein Fluss in Frankreich, der in der Region Grand Est verläuft. Sie entspringt im Gemeindegebiet von Saint-Aubin-sur-Aire und fließt in nordwestlicher bis nordnordwestlicher Richtung. Sie bildet langstreckig das Längstal der Argonnen, östlich der Forêt d'Argonne, des Argonner Waldes, die sie schließlich nach Westen verlässt, indem sie den Höhenrücken am Ostrand der Champagne durchbricht. Fünf Kilometer südwestlich von Grandpré mündet sie nach rund 125 km von rechts in die bis hier erst 120 km lange Aisne.
An deren Quellgebiet ist sie nach circa 45 km ihres Laufes bei Beauzée-sur-Aire in weniger als 3 km Abstand östlich und nördlich vorbeigeflossen. Ihr Fließweg von dort zu ihrer Mündung beträgt also nur etwa 80 km. Die Aisne, die bald nach ihrer Quelle flacheres Gelände erreicht, kann dort mehr Mäander ausbilden, als die Aire in ihrem Gebirgstal. Aire und untere Aisne bilden zusammen einen Flusslauf von etwa 360 km Länge.
Im Mündungsbereich unterhalb von Termes teilt sich die Aire in eine Vielzahl von Wasserläufen auf, ein Nebenarm mündet etwa 800 Meter weiter flussaufwärts im Gemeindegebiet von Senuc.
Auf ihrem Weg durchquert die Aire die Départements Meuse und Ardennes.

## Orte am Fluss
(Reihenfolge in Fließrichtung)
- Saint-Aubin-sur-Aire
- Pierrefitte-sur-Aire
- Chaumont-sur-Aire
- Beauzée-sur-Aire (Gemeinde Beausite)
- Nubécourt
- Clermont-en-Argonne
- Aubréville
- Neuvilly-en-Argonne
- Varennes-en-Argonne
- Apremont
- Grandpré
- Termes